# 片尖棱甲螨属
片尖棱甲螨属（学名：Laminizetes）为尖棱甲螨科的一个属。

## 下级分类
本属包括以下物种：
- 扁毛片尖棱甲螨 Laminizetes tabulatus Huang et Yang[1]